# Tingstad flisor

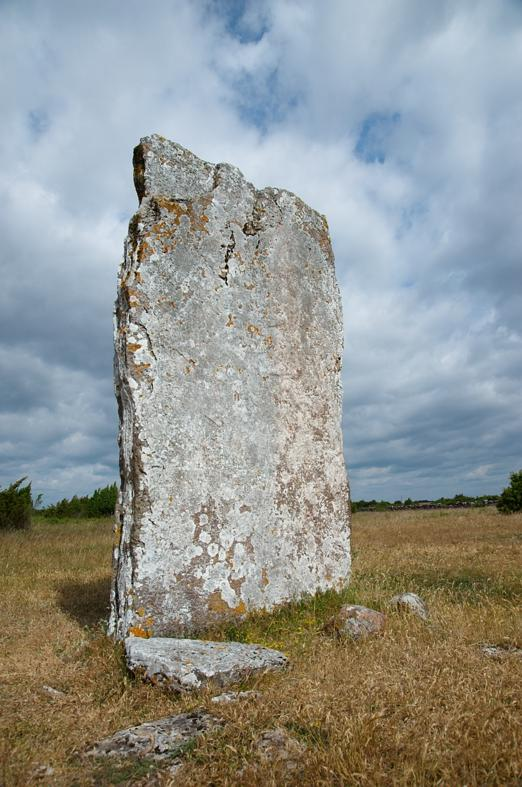
Tingstad flisor.

Tingstad flisor är ett gravfält på Stora alvaret, mellan Stora Dalby i Kastlösa socken och Gösslunda i Hulterstads socken i Mörbylånga kommun. Platsen är 220 x 75 meter stor och daterad till brons- och järnåldern.
Namnet kommer av två resta, tillhuggna kalkstensflisor (ca 3 meter höga och 1,5 meter breda), som i det öppna, trädlösa landskapet är synliga på långt håll. De har troligen fungerat som riktmärken för dem som färdades över Alvaret. Från många byar leder stigar eller enkla vägar till Tingstad flisor, som är Ölands mest kända tingsplats. Platsens nämns första gången i en handling från 1393. Ett annat tolkningsförslag är att flisorna, som står i 90° vinkel mot varandra, kan ha fungerat som ett solur, där den smalaste skuggan från vardera flisan markerat tingets början och slut.
Tingstad flisor på Kastlösa alvar på södra Öland är ett av Ölands mest kända, men svårtillgängliga fornminnen, och skall inte förväxlas med Tingsflisan i Köpings socken på mellersta Öland.